# Mokřady horní Liběchovky
Mokřady horní Liběchovky jsou přírodní rezervace v chráněné krajinné oblasti Kokořínsko – Máchův kraj na území okresů Česká Lípa a Mělník, dva kilometry jižně od městečka Dubá, v okolí horního toku Liběchovky a jejích přítoků.

## Popis lokality
Chráněné území se nalézá v nadmořské výšce 240 až 282 m. Rozloha rezervace činí 74,04 ha. Vyskytuje se tu řada pramenišť, slatin, mokřadů, potoků. Mokřady jsou porostlé rákosím, ostřicemi, travou. Oblast je zčásti ohraničena silničkami z křižovatky v osadě Rozprechtice jižně od Dubé.
Přírodní rezervaci vyhlásila Správa CHKO Kokořínsko dne 15. dubna 1996. Území přírodních rezervací mokřadů horní i dolní Liběchovky bylo společně zapsáno na seznam světově důležitých mokřadů Ramsarské úmluvy pod názvem Mokřady Liběchovky a Pšovky.

## Flora a fauna
Ze vzácnějších druhů jsou zde např. prstnatec májový (Dactylorhiza majalis), ostřice Davallova (Carex davalliana), lýkovec jedovatý (Daphne mezereum), kruštík bahenní (Epipactis palustris), upolín nejvyšší (Trollius altissimus), potočnice (Nasturtium sterile).
Na některých loukách v území se provádí kosení a likvidace náletů dřevin.
Žije zde několik druhů chráněných živočichů, např. vrkoč bažinný (Vertigo moulinsiana), vrkoč útlý (Vertigo angustior), ruducha (Batrachospemum moniliforme), oblovka velká, mlok skvrnitý (Salamandra salamandra), rejsek černý, z pavouků mj. snovačka (Enoplognatha caricis).

## Přístup
K mokřadům se lze dobře dostal po trase naučné stezky Dubsko - Kokořínsko z Dubé, která je na několika značených turistických cestách (zelená, žlutá, červená). Po okraji mokřadů vede místní silnice, lze přijet od Dubé či od Mělníka. Nejbližší cyklotrasa č. 211 vede do Dubé.

## Galerie

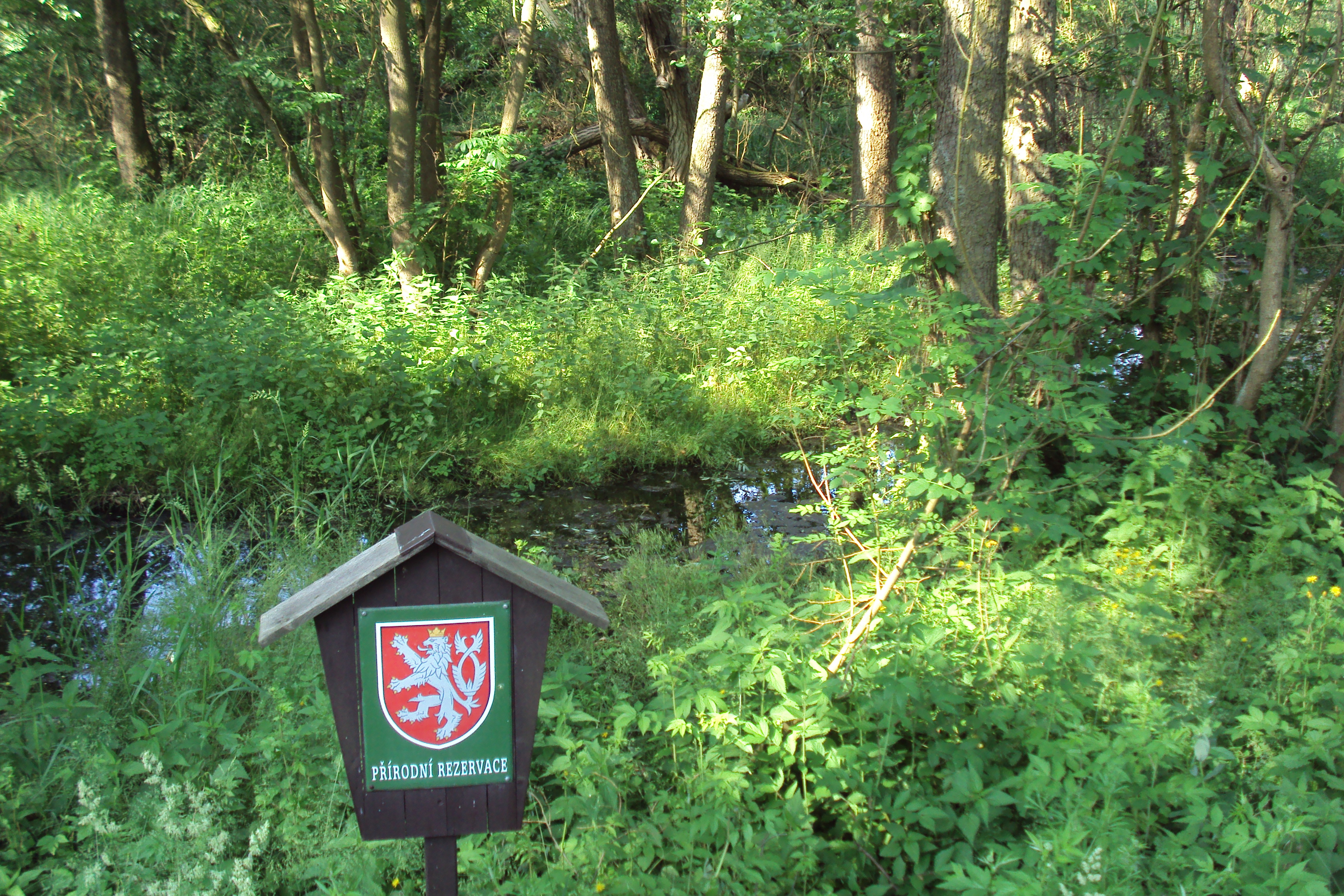
Rezervace u osady Vrabcov
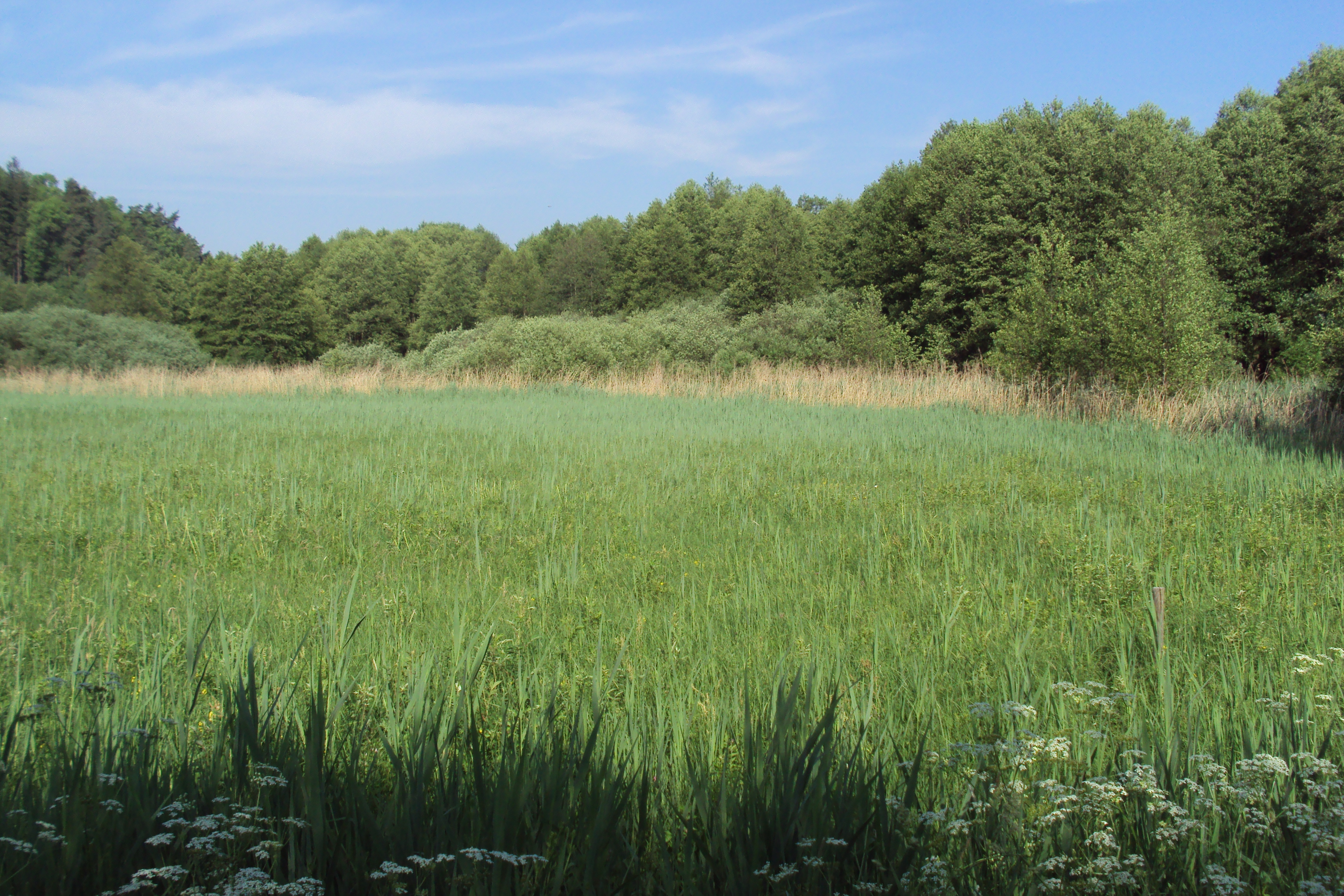
Mokřady mezi Vrabcovem a Rozprechticemi
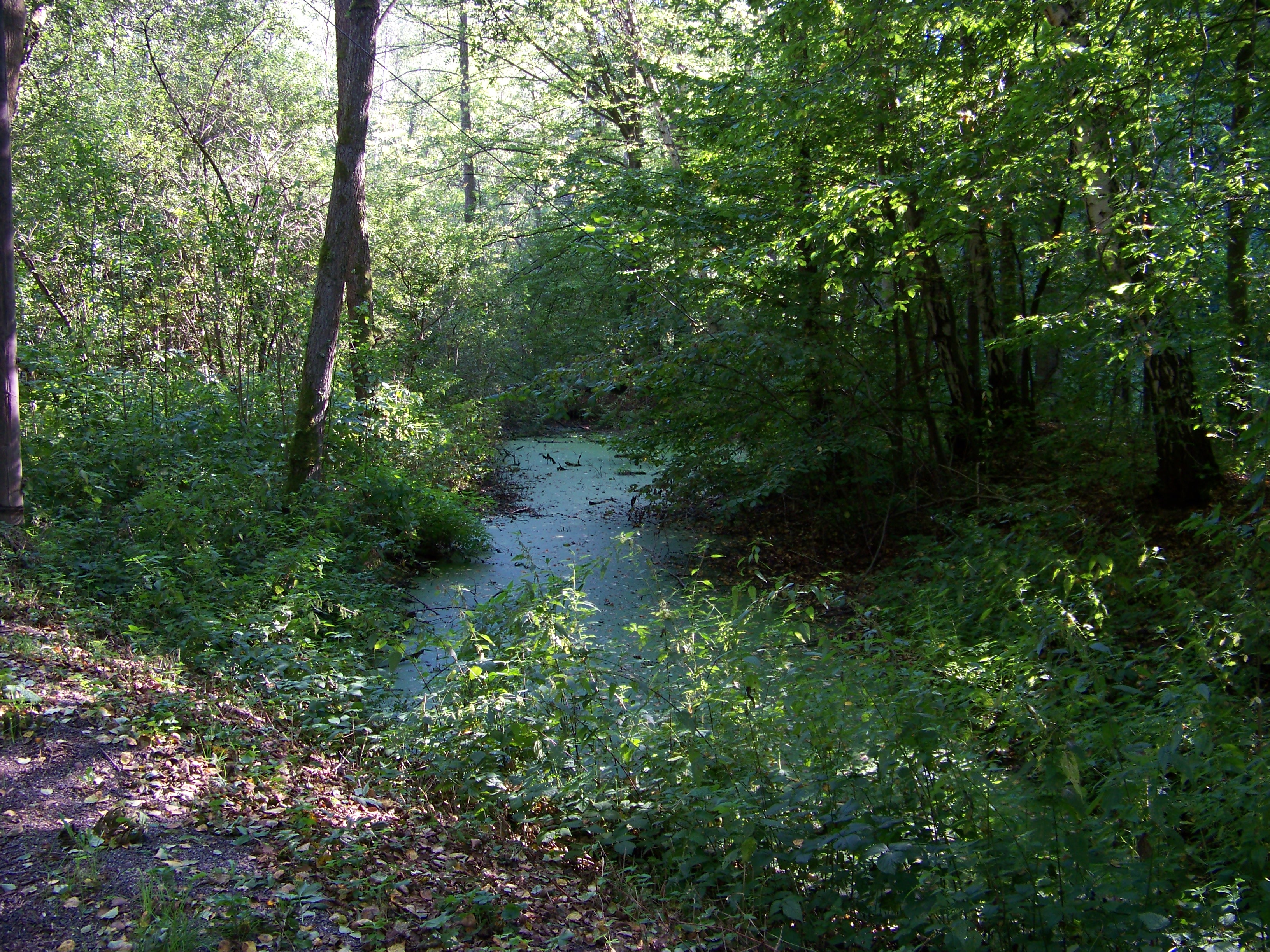
Tůňka u silnice III/27325 poblíž Panské Vsi
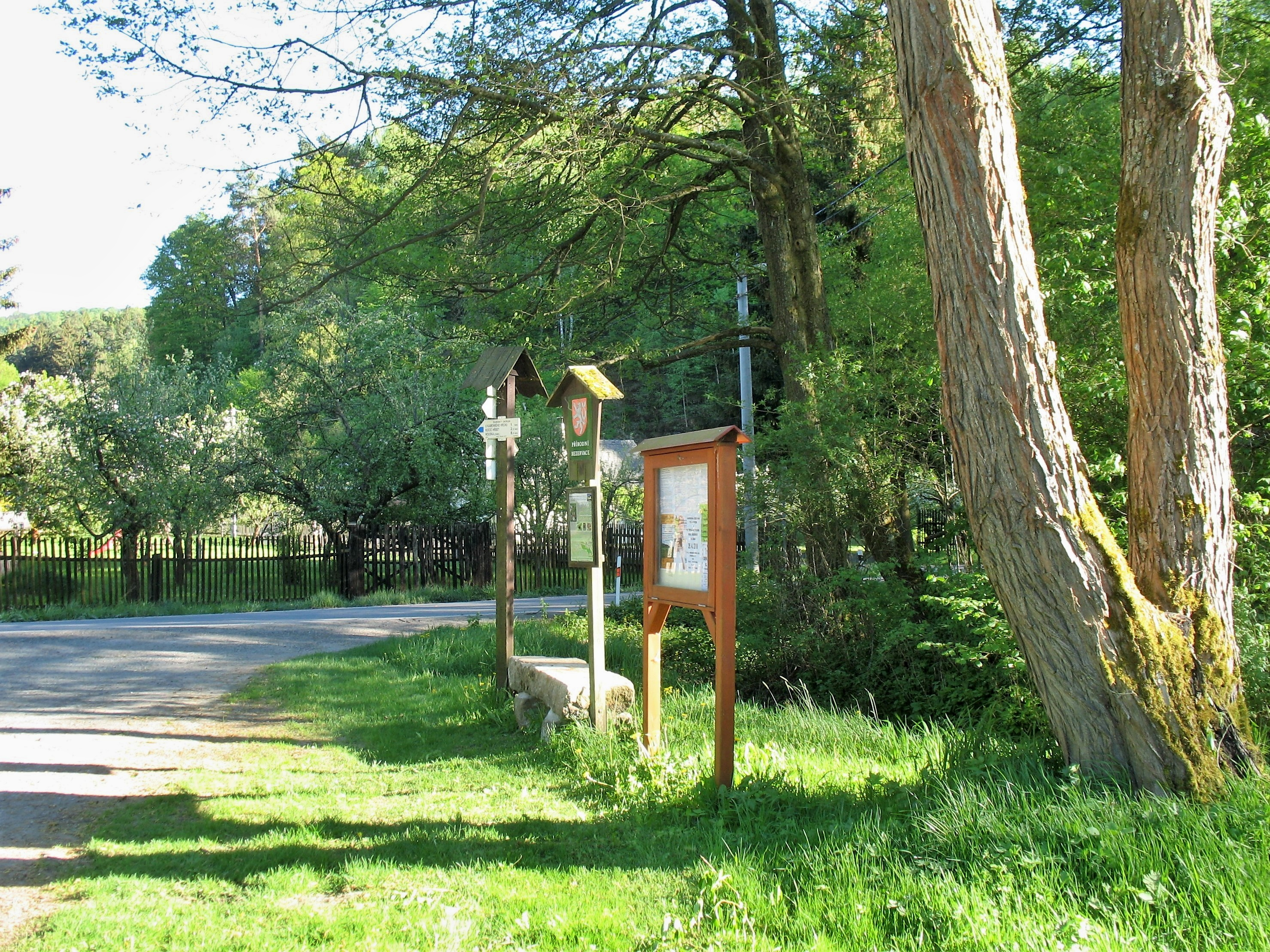
Hranice rezervace v Nedamově u silnice do Ždírce